# Elatostema curtisii
Elatostema curtisii là loài thực vật có hoa trong họ Tầm ma. Loài này được (Ridl.) H.Schroet. mô tả khoa học đầu tiên năm 1935.